# Малые Борки (Могилёвская область)
Ма́лые Бо́рки (бел. Малы́я Бо́ркі) — деревня в составе Обидовичского сельсовета Быховского района Могилёвской области Республики Беларусь.

## Население
- 2010 год — 11 человек